# Urometopus strigifrons
Urometopus strigifrons — вид долгоносиков-скосарей из подсемейства Entiminae.

## Описание
Жук длиной 2,8—3 мм. Переднеспинка в мелкой и очень густой, соприкасающейся пунктировке, благодаря чему кажется матовой. Головотрубка более или менее сверху, слабо выпуклая только над усиковыми ямками, с продольной бороздкой, идущей от переднего края до основания. Образующиеся здесь валики расходятся назад и исчезают, не доходя до основания головотрубки. Головотрубка не отделена от головы поперечной бороздкой.